# Schildgiebel
Ein Schildgiebel ist im Bauwesen ein Giebel, dessen Mauerscheibe über die Dachfläche und den Dachfirst hinausragt.

## Beschreibung
Schildgiebel bilden die ältesten Satteldachformen und haben durch ihr Reitsattel-artiges Erscheinungsbild den Begriff Satteldach geprägt. Schildgiebel kommen daher bei älteren Satteldächern vor, ebenso wie bei allen Arten von repräsentativen Schaugiebeln, auch auf Zwerchhäusern.
Es gibt grundsätzlich drei verschiedene Arten der Formgebung von Schildgiebeln:
- gerade Schildgiebel
- Staffelgiebel (Stufengiebel, Treppengiebel)
- Schweifgiebel (Bogengiebel)

Beispiele
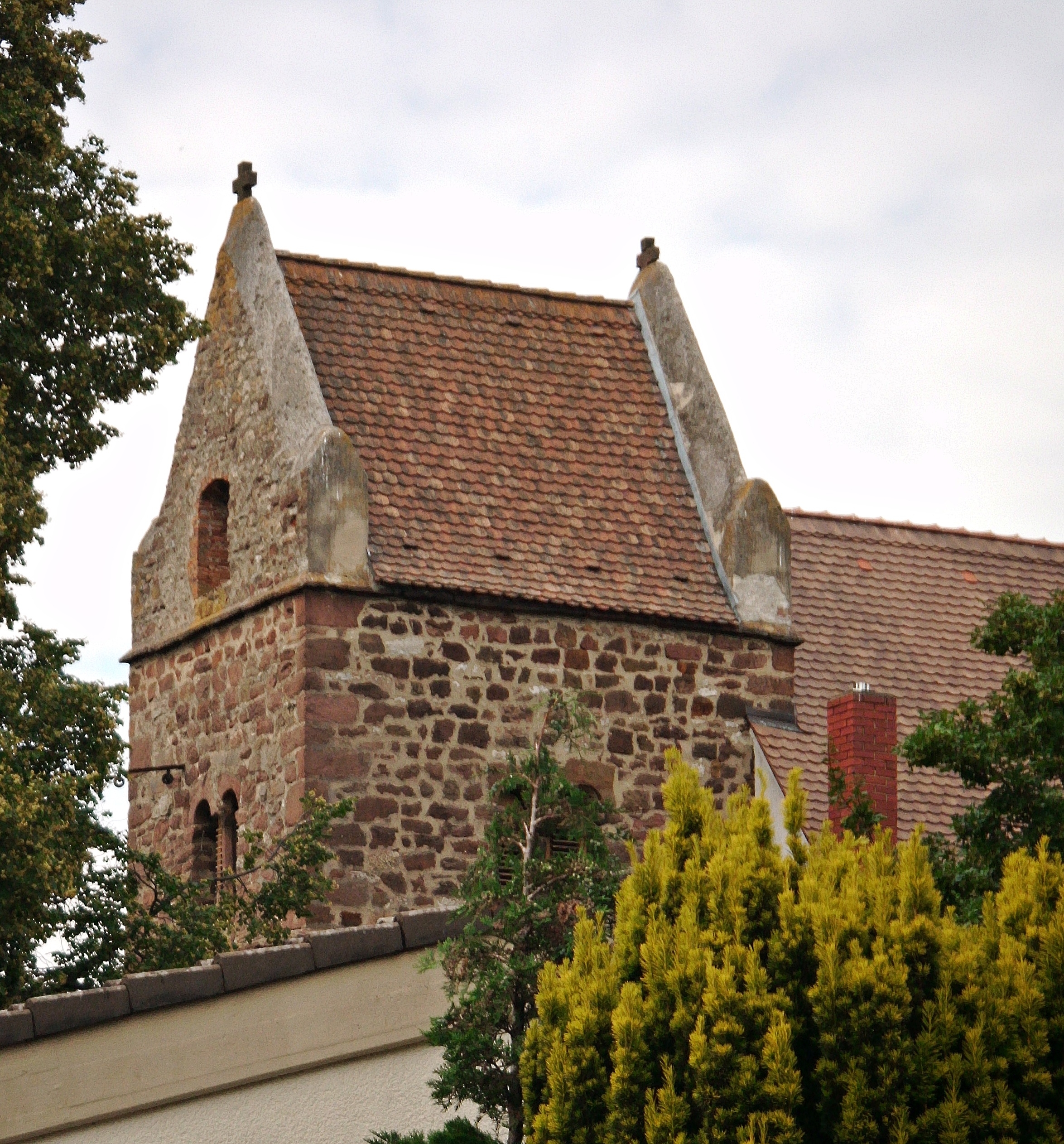
Gerade Schildgiebel mit Giebelschulter und Giebelbekrönung (Protestantische Kirche Obersülzen)
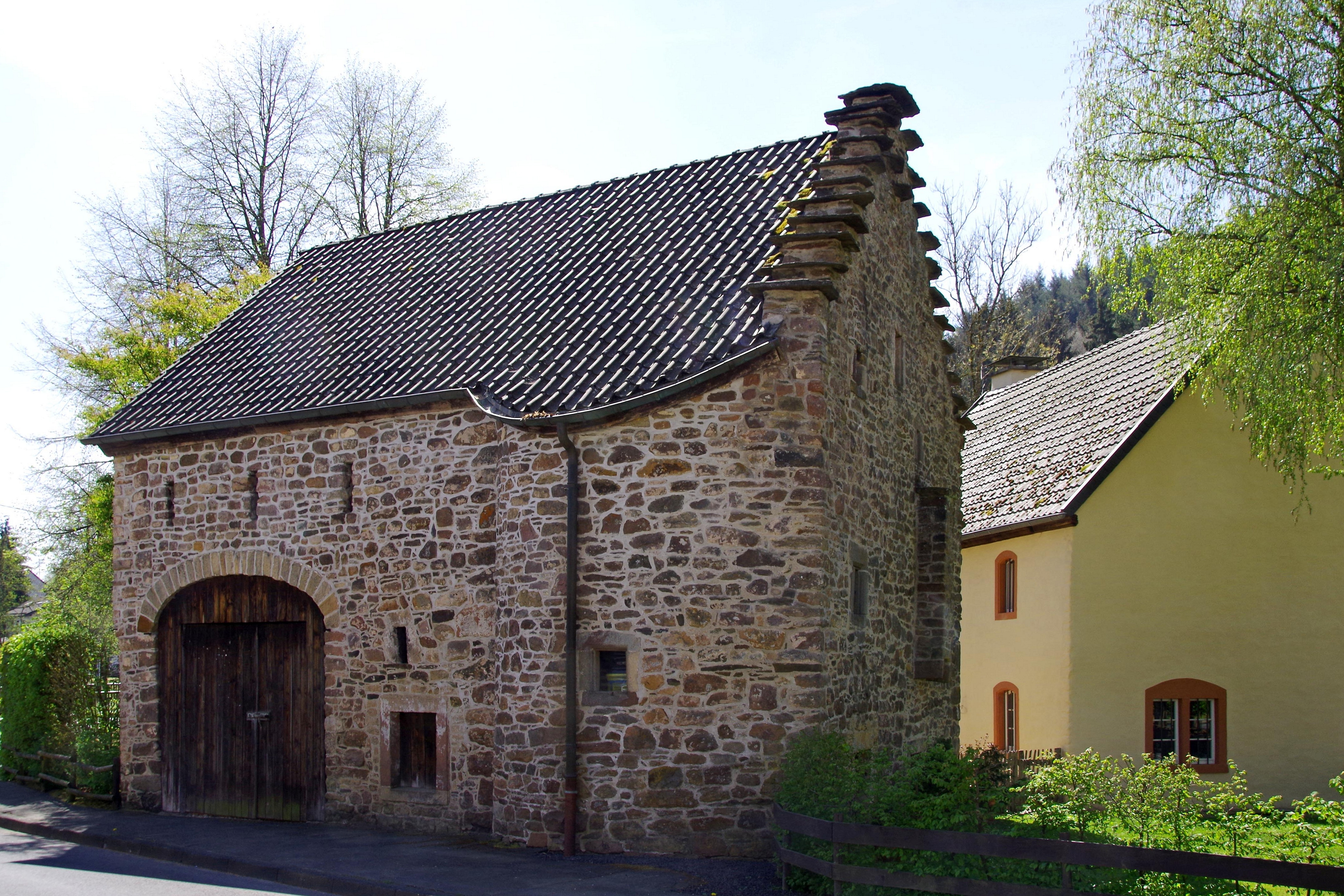
Spätmittelalterlicher Treppengiebel (Stallscheune in Müllenborn, Müllenborner Straße 91)
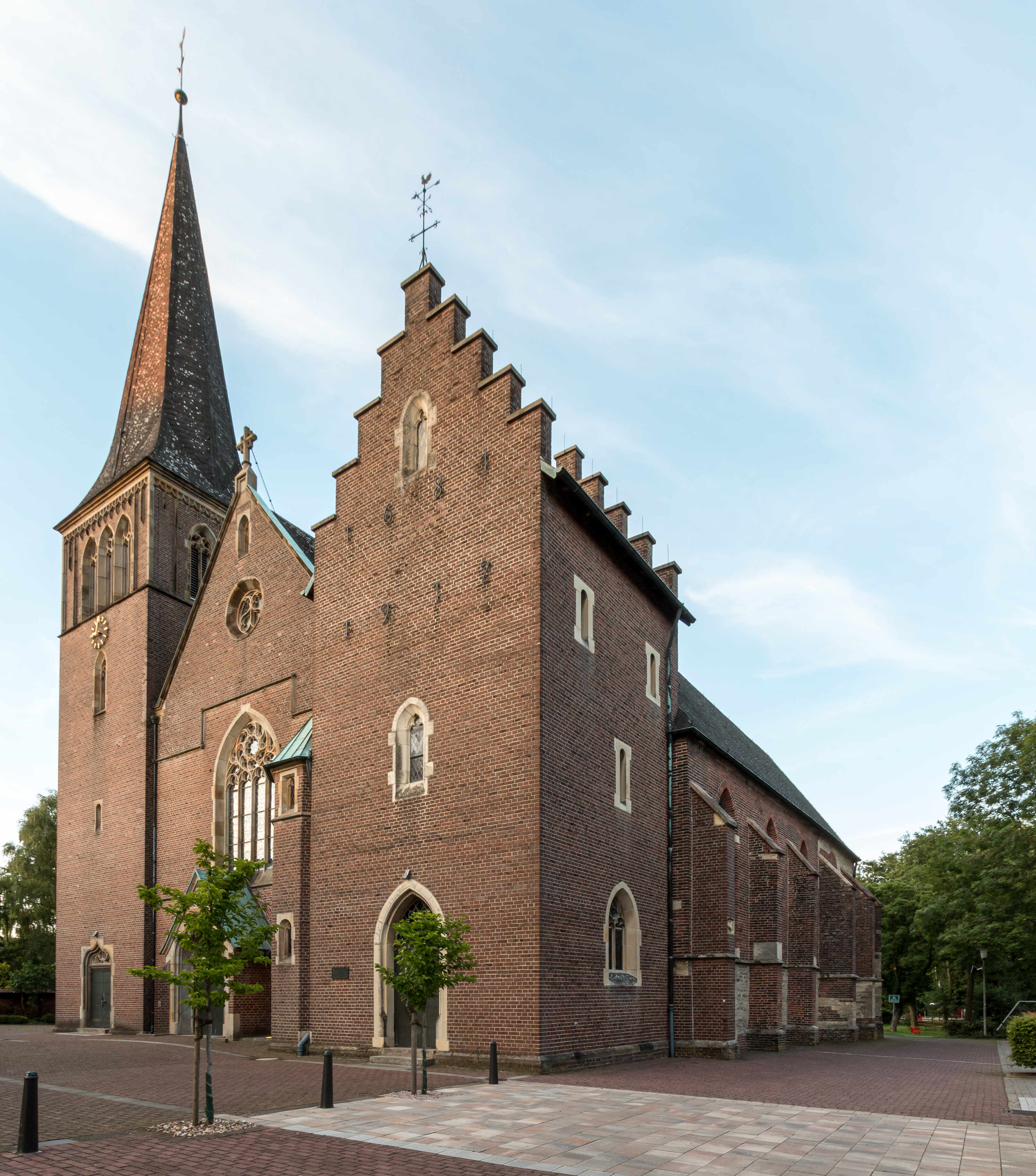
Rechter Eckturm mit Staffelgiebeln (St. Agatha, Rorup)
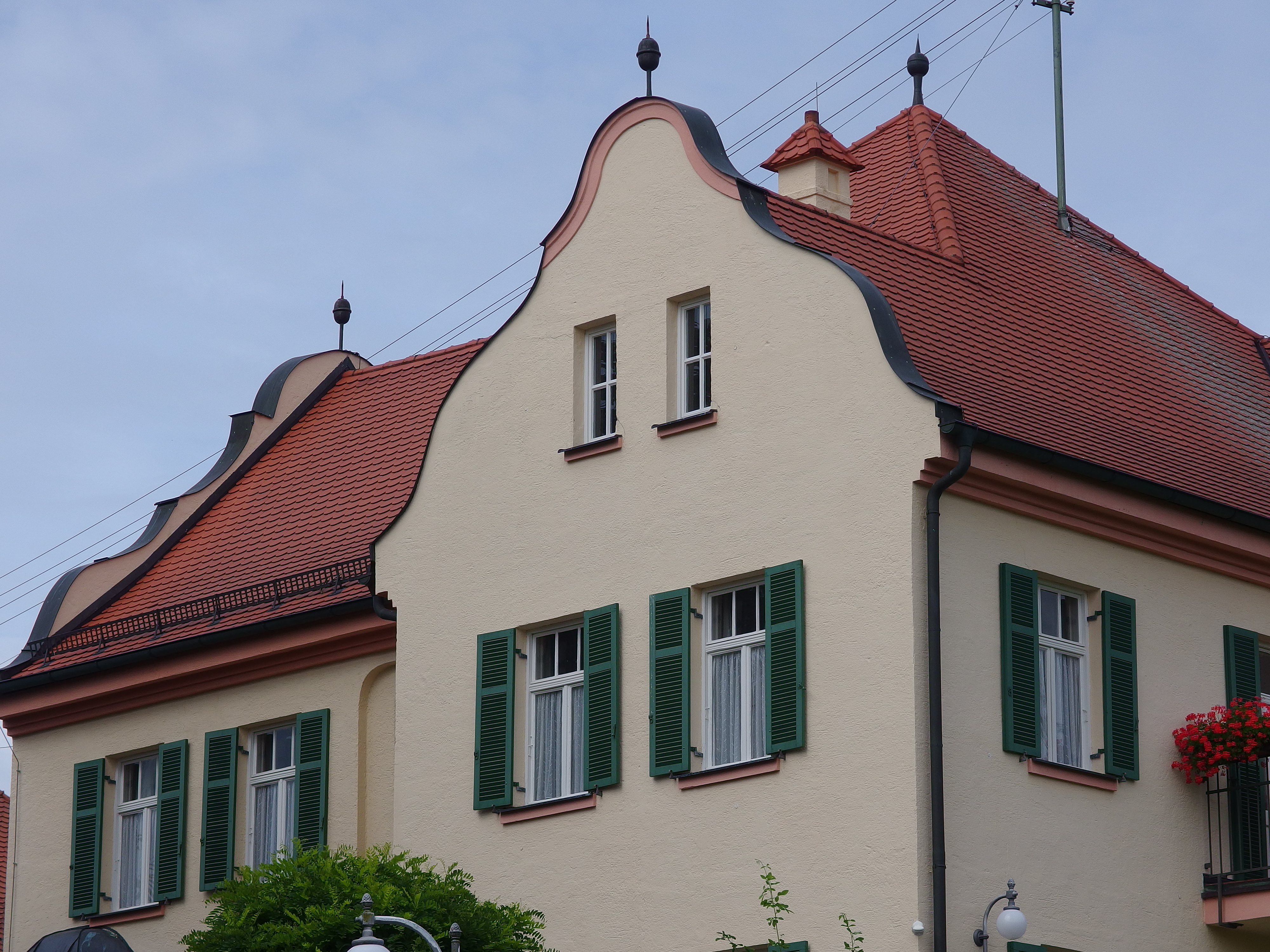
Schweifgiebel (Villa Gunzenheim, Kaisheim)
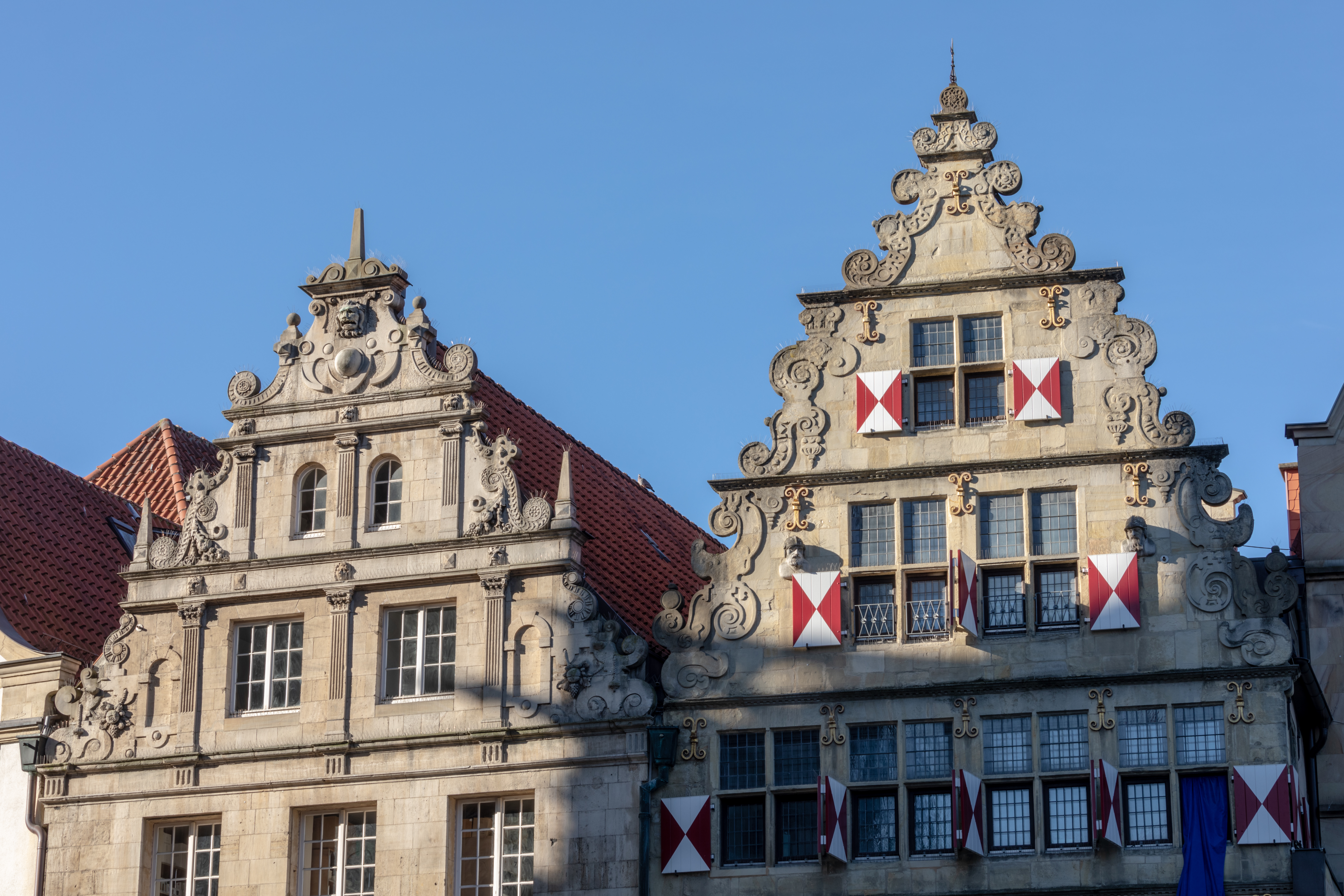
Renaissance-Schweifgiebel mit Voluten und Rollwerk (Münster, Roggenmarkt)
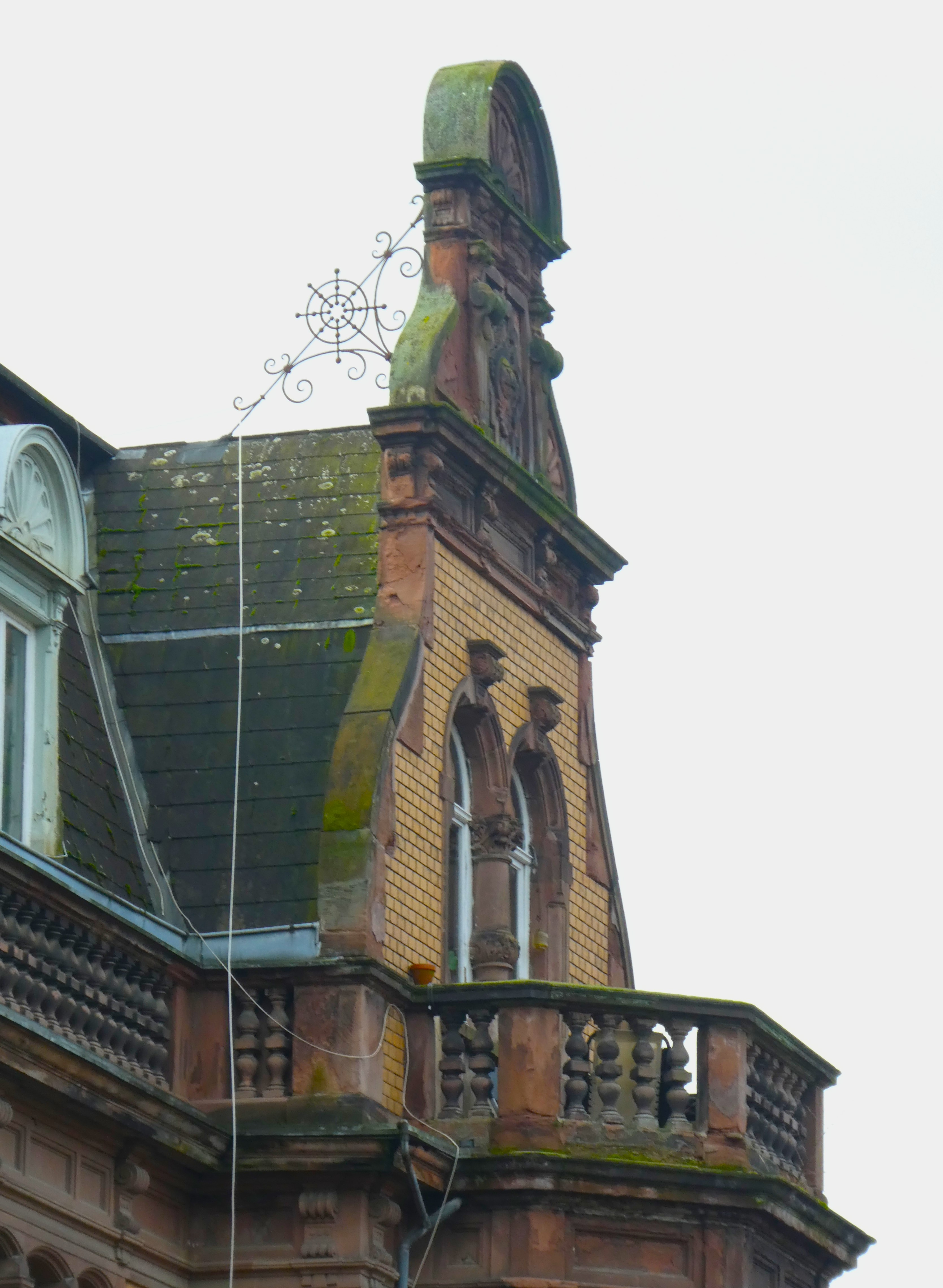
Neorenaissance-Schweifgiebel an einer Villa des 19. Jahrhunderts, mit schmiedeeiserner Zier-Rückverankerung (Göttingen, Planckstraße 8)
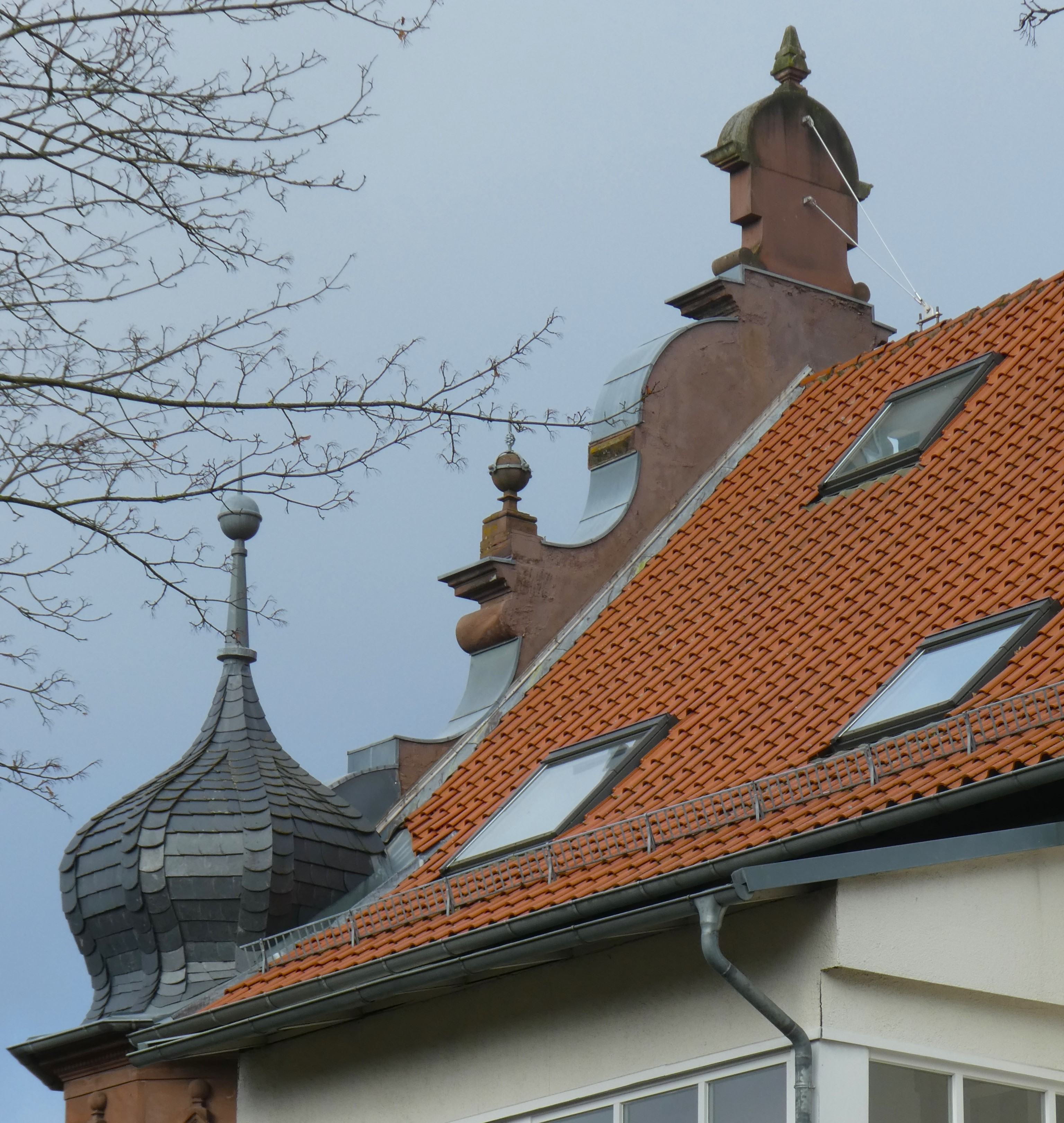
Neorenaissance-Schweifgiebel an einer Villa des 19. Jahrhunderts, mit erneuerter Rückverankerung (Göttingen, Hanssenstraße 6)
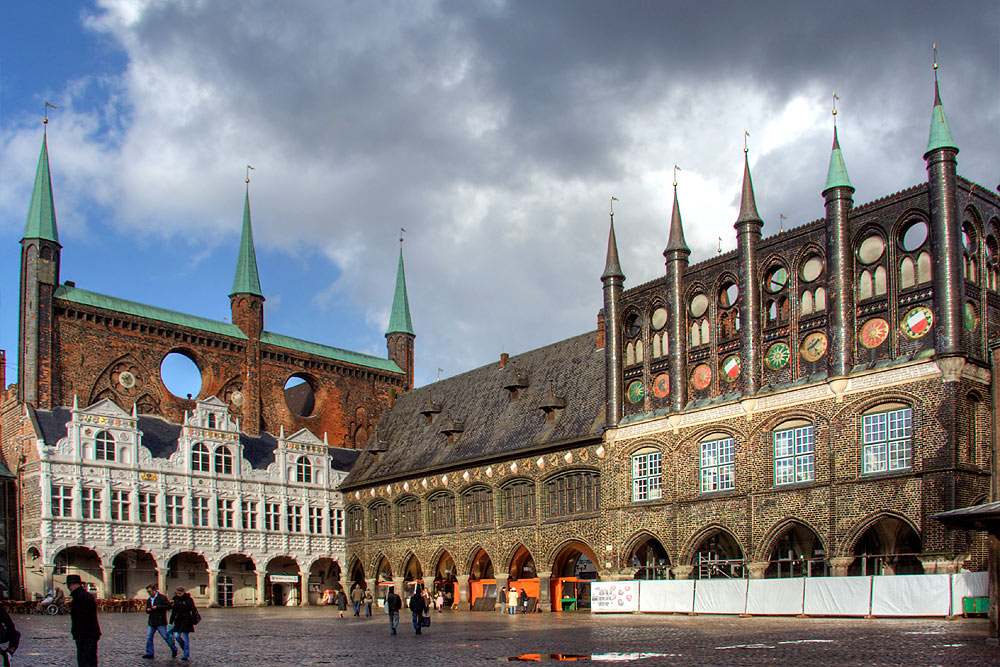
Sonderform von repräsentativen Schildgiebeln bzw. Schaugiebeln (Rathaus Lübeck)